# Звеняти
Звеняти (біл. вёска Зьвяняты) — село в складі Борисовського району Мінської області, Білорусь. Село підпорядковане Веселівській сільській раді, розташоване в північно-східній частині області.